# دیادین (شرور)
دیادین (به لاتین: Diyadin) یک منطقه مسکونی در جمهوری آذربایجان است که در شهرستان شرور واقع شده است. دیادین ۳۴۳ نفر جمعیت دارد.